# Différences psychologiques et sociologiques entre hommes et femmes
Vous pouvez aider à l'améliorer ou bien discuter des problèmes sur sa page de discussion.
- Il n'est pas vérifiable et peut contenir des informations totalement erronées. Il est fortement conseillé aux contributeurs d'étayer son contenu par des sources fiables. Sans cela, sa suppression pourrait être envisagée. (si vous venez d'apposer le bandeau, veuillez cliquer sur ce lien pour créer la discussion et en afficher les indications). (Marqué depuis janvier 2020)
- Il peut contenir un travail inédit ou des déclarations non vérifiées. Vous pouvez l’améliorer en ajoutant des références. (Marqué depuis janvier 2020)

- Archive Wikiwix
- Bing
- Cairn
- DuckDuckGo
- E. Universalis
- Gallica
- Google
- G. Books
- G. News
- G. Scholar
- Persée
- Qwant
- (zh) Baidu
- (ru) Yandex
- (wd) trouver des œuvres sur Wikidata

Vous pouvez aider à l'améliorer ou bien discuter des problèmes sur sa page de discussion.
- La pertinence de son contenu est remise en cause. Considérez-le avec précaution. (Marqué depuis janvier 2020)
- Il doit être recyclé. La réorganisation et la clarification du contenu sont nécessaires. (Marqué depuis janvier 2020)
- La notion qu'il invoque est trop technique ou pas assez détaillée. Il est préférable de la préciser au moyen d’un lien interne ou d’une note . (Marqué depuis janvier 2020)

Les différences psychologiques et sociologiques entre hommes et femmes sont des différenciations liées au sexe et au genre, soit aux caractéristiques sociales assignées aux individus sur la base d'une bicatégorisation entre masculin et féminin.

## Distinction entre sexe et genre
Chez l'humain, le sexe biologique est déterminé par cinq facteurs présents dès la naissance : la présence ou l'absence d'un chromosome Y, le type de gonades, les hormones sexuelles, l'anatomie des organes reproducteurs internes (comme l'utérus chez les femmes) et les organes génitaux externes. Le sexe génétique est déterminé uniquement par la présence ou l'absence d'un chromosome Y.
Les différences de sexe dans la physiologie humaine peuvent être de plusieurs types, directs et indirects. Le type direct est le résultat des différences déterminées par le chromosome Y. Celles-ci comprennent, par exemple les gonades mâles. Le type indirect étant une caractéristique influencée indirectement (par exemple, au niveau hormonal) par le chromosome Y. Par exemple, la plupart des hommes sont plus grands et plus forts que les femmes, mais un individu féminin peut être plus grand et plus fort qu'un individu masculin. Ces différences et leur étendue varient selon les sociétés. 
Une distinction est à faire entre le sexe et le genre. Les différences de sexe se réfèrent généralement à des traits de dimorphisme sexuel ainsi qu'aux différences comportementales[Quoi ?] dues aux hormones sexuelles. De telles différences font l'objet d'une hypothèse selon laquelle elles seraient issues de la sélection sexuelle,.

## En psychologie
Les recherches sur les différences sexuelles biologiques en psychologie étudient les différences cognitives et comportementales entre les hommes et les femmes. Cette recherche utilise des tests expérimentaux de cognition variés. Les tests se concentrent sur les différences possibles dans des domaines tels que le QI, le raisonnement spatial, l'agression, l'émotion, l'instinct et la structure du cerveau et de sa fonction.

### Organisation du cerveau
La structure du cerveau présente de très fortes différences entre individus, indépendamment de leur sexe, un fait lié à sa très grande plasticité. À l'inverse, selon nos connaissances actuelles (et nos moyens d'étude), on n'observe quasiment pas de différence de structure entre hommes et femmes, qui soit significative statistiquement.
La seule différence est la taille d'une masse de neurones situé dans l'aire pré-optique de l'hypothalamus, plus grande chez l'homme. Or Personne ne sait encore ce que fait cet amas de cellules comme le dit Rebecca Jordan-Young, des recherches sont en cours en ce qui concerne ce petit noyau de fonction inconnue
.
Rebecca Jordan-Young enseigne que les supposées différences précédemment observées entre les cerveaux d'hommes et de femmes étaient dues à des biais liés au trop faible nombre de sujets observés, les différences interindividuelles étant importantes au sein d'un même sexe.

### Intelligence
La plupart des tests de QI sont désormais construits de sorte qu'il n'y ait pas de différences de score global entre les hommes et les femmes. Les domaines où des différences peuvent apparaître comprennent les capacités verbale et mathématique,. Ces résultats sont encore l'objet de polémiques. Les tests de QI, en mesure du facteur g ont tendance à montrer que les différences sexuelles sont soit inexistantes ou négligeable entre les genres,. Une recherche datant de 2008 a révélé qu'il n'y avait pas de différences significatives entre les sexes dans les compétences en mathématiques dans la population globale[réf. souhaitée]. Mais dans les choix des études scientifiques, les hommes représentent 80 % des étudiants.
Du fait que les facteurs sociaux et environnementaux affectent l'activité du cerveau et le comportement, où les différences réelles sont trouvées, il peut être difficile pour les chercheurs d'évaluer si oui ou non les différences sont innées. Les études sur ce sujet explorent la possibilité d'influences sociales sur les comportements sociaux et cognitifs des deux genres.

### Différences dans les troubles mentaux
Cynthia M. Hartung & Thomas A. Widiger (1998) ont constaté que de nombreux types de maladies mentales et des problèmes comportementaux montrent des différences entre les genres dans la prévalence et l'incidence. "Sur les 80 troubles diagnostiqués chez l'adulte ayant les rapports sexuels, 35 sont dits être plus fréquents chez les hommes que chez les femmes (dont 17 sont des paraphilie), 31 sont dits être plus fréquents chez les femmes que les hommes, et 14 sont dits être aussi fréquents chez les deux sexes."

### Ensemble des variables psychologiques
En 2005, Janet Shibley Hyde de l'université du Wisconsin à Madison a introduit une hypothèse sur les similitudes de sexe, qui suggère que les hommes et les femmes sont similaires pour la grande majorité (78 %) des variables psychologiques. La recherche a porté sur les variables cognitives (par exemple, la compréhension en lecture, en mathématiques), la communication (par exemple, la loquacité, les expressions faciales), le social et la personnalité (par exemple, l'agression, la sexualité), le bien-être psychologique et les comportements moteurs. En utilisant les résultats d'un examen de 46 méta-analyses, elle a constaté que 78 % des différences entre les sexes étaient petites ou proche de zéro, à quelques exceptions près, qui étaient certains comportements moteurs, et certains aspects de la sexualité, où l'on trouve là les plus grandes les plus grandes différences entre les genres. Elle conclut son article en déclarant : « Il est temps d'examiner les coûts des différences entre les sexes. Ils causent sans doute des dommages dans de nombreux domaines, y compris les chances des femmes dans le milieu du travail, les conflits de couple de la communication, et l'analyse des problèmes d'estime de soi chez les adolescents. »
Hyde a également déclaré que « les variations au sein des genres sont plus grandes que les variations entre les genres»[réf. souhaitée], ce que Rebecca Jordan-Young a noté[pas clair].

### Différences dans le développement
En 2012, Irina Trofimova présente un phénomène qu'elle baptise middle age – middle sex (« âge moyen, sexe moyen ») : si des différences sont constatées entre des jeunes individus mâles et femelles, (telles que l'avantage féminin dans la fluidité verbale et l'avantage des hommes dans la force physique), celles-ci tendent à se résorber autour de l'âge de 25 ans. Elle a exposé plusieurs autres études sur les humains et les primates montrant un nivellement des différences sexuelles dans la sociabilité et la force physique. Mâles et femelles pourraient en effet avoir des moments différents de maturité physique et verbale : selon McGuinness et Pribram (1978) au cours des deux premières années de vie, l'apprentissage de la parole et de la marche se produisent rarement simultanément, ce qui suggèrent que ces deux compétences utilisent les mêmes réseaux neuronaux. Cela coïncide avec la plus grande mobilité des garçons, accompagnés de leurs plus faibles taux de développement de la parole dans l'enfance, par rapport aux filles. Ces différents moments de maturation apparaissent comme des différences sexuelles dans le plus jeune âge, et se stabilisent à l'âge adulte (Barbu, Cabanes, & Le Maner-Idrissi, 2011). Ce phénomène de « l'âge moyen - sex moyen » pourrait expliquer pourquoi les rapports issus des méta-analyses et de plusieurs études expérimentales de capacités verbales, par exemple, à partir de participants adultes n'ont rapporté aucune différence de genre.

## Sociologie

### Criminalité
Les différences de genre dans la criminalité sont les différences entre les hommes et les femmes en tant qu'auteurs ou victimes de la criminalité. De telles études peuvent appartenir à des domaines tels que la criminologie ou la sociobiologie (laquelle tente de démontrer une relation de cause à effet par facteurs biologiques, dans ce cas, ce sera l'effet du sexe (DLS) et non du genre sur les comportements humains).
Ainsi, les actes de délinquance sont plus élevés pour les hommes que les femmes, et les hommes commettent des actes criminels plus que les femmes. Les explications comprennent notamment la tendance des hommes au risque.
Malgré la difficulté interprétative, les statistiques sur la criminalité peuvent fournir un moyen d'enquêter sur une telle relation. Une différence est observable dans les taux de criminalité entre les hommes et les femmes et pourrait être due à des facteurs socio-culturels, ou à des facteurs biologiques (comme prétendent les théories socio-biologiques). En outre, la nature du crime est pris en compte. La criminalité peut être mesurée par des données telles que les dossiers d'arrestation, les taux d'incarcération et à des enquêtes.
Des études ont fait valoir que les hommes impliqués dans des faits de violence conjugale, qu'ils soient auteurs, victimes ou les deux, subissaient les effets d'un préjugé défavorable dans l'application de la loi,,.

Burton et al. (1998) ont constaté que de faibles niveaux de maîtrise de soi sont souvent associés à une activité criminelle.

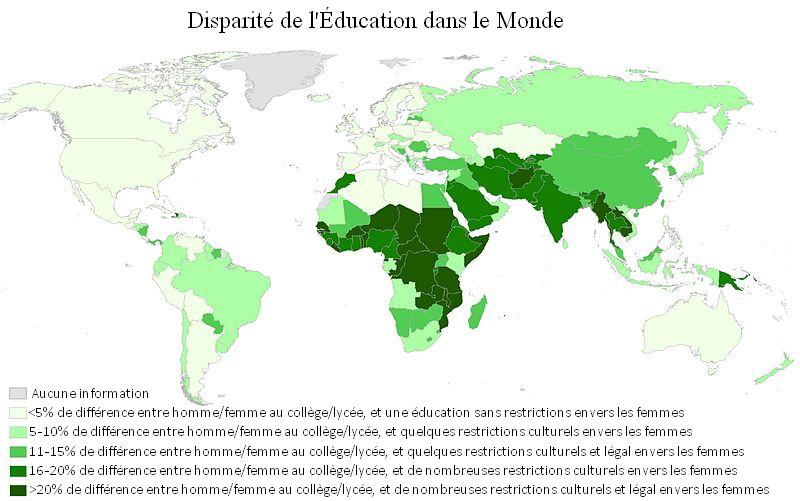
Planisphère mondial représentant les disparités entre hommes et femmes en termes d'éducation. Les PMAs et les pays en phase de transition démographiques ont encore de nombreuses disparités entre l'éducation des jeunes filles et des jeunes gens, contrairement au pays développés et riches.

### Éducation
En 2013, 74,1 % des femmes étaient inscrites dans l'enseignement secondaire, indépendamment de l'âge, à l'échelle mondiale. Dans la même année, 76,3 % des hommes étaient inscrits. Cela représente une augmentation de 66,5 % pour les hommes et de 63,1 % pour les femmes par rapport à l'année 2006.
Il semble apparaître des DLS dans les résultats scolaires. Cela peut être explicable par la discrimination dans la loi, dans la culture, ou refléter des différences d'intérêts des sexes (motivation). Il semble plus réaliste de les considérer comme des différences liées au genre. Car des résultats récents d'études PISA  ont montré que dans des pays où les études de jeunes filles n'étaient pas valorisées, elles avaient des scores de réussite en mathématiques plus faibles que ceux des garçons (par exemple en Turquie), alors que ce peut être l'inverse ailleurs, par exemple en Islande, pays qui fut dirigé par Vigdis Finnbogadottir, première présidente élue au monde.[réf. souhaitée] La différence ne serait pas sexuelle, donc, mais de genre. Certains préconisent une pédagogie neutre.

### Préférences dans le choix des métiers
Dans son livre intitulé Gender, Nature and Nurture, le psychologue Richard Lippa a constaté qu'il y avait de grandes différences entre  les préférences des femmes et des hommes pour les professions manuelles (par exemple, mécanicien ou charpentiers) et des différences modérées dans leurs préférences pour les professions sociales ou artistiques. Rejoignant les sens commun, ces résultats ont également constaté que les femmes ont tendance à être plus axées sur l'humain et les hommes plus orientés sur le matériel.

### Relations sociales
Des recherches ont été entreprises pour examiner si oui ou non il y a des différences entre les sexes en matière de relation. Jusqu'à récemment, des postes de direction importants ont été principalement occupés par des hommes, et ceux-ci ont été stéréotypés pour être plus efficaces. Les femmes ont été rarement amenées à des postes de hauts dirigeants. Cependant, en raison de la recherche et de ce que les femmes sont actuellement de plus en plus présentes dans la population active au cours des deux dernières décennies, et aussi dans la gestion des ressources humaines, ces stéréotypes sont en train de changer et diverses conclusions sur les effets du genre sur la relation sont faits. Les deux principales lignes de recherche se contredisent d'ailleurs, la première affirmant qu'il existe des différences de sexe significatives dans la relation sociale et la seconde dit que le sexe n'a pas d'effet sur celle-ci.[réf. souhaitée]
Des femmes et des hommes ont été interrogés par l'institut de sondage Gallup annuellement, au sujet du milieu de travail, et quand on les interroge sur les préférences d'un patron féminin ou un patron masculin, les femmes ont une préférence pour un patron homme à 39 %, comparativement à 26 % des hommes présentant des préférences pour un patron masculin. Seulement 27 % des femmes préféreraient un patron du même sexe. Cette préférence, parmi les deux sexes, pour les relations masculines au travail se maintient constamment depuis soixante ans, selon les résultats de l'enquête.[réf. souhaitée]

### Religion
Les différences de genre dans la religion peuvent être classés comme «internes» ou «externes».
Les questions religieuses internes (issues des différences) sont étudiés du point de vue d'une religion donnée, et peuvent inclure des croyances et des pratiques concernant les rôles et les droits des hommes et des femmes au sein du gouvernement, de l'éducation et du culte ; les croyances sur le sexe ou le genre des divinités et des figures religieuses ; et les croyances sur l'origine et la signification du genre humain.
Les questions religieuses externes (au sujet des différences) peuvent être largement définies comme une analyse d'une religion donnée du point de vue d'un étranger, y compris des affrontements possibles entre les chefs religieux et les laïcs, et l'influence et les différences entre les perspectives religieuses, sur les questions sociales. Par exemple, différentes perspectives religieuses ont, soit approuvé, soit condamné, les structures alternatives de la famille, les relations homosexuelles, l'avortement ou le port du voile.

### Capital social
Les différences de genre dans le capital social sont les différences entre les hommes et les femmes dans leur capacité à coordonner les actions et à atteindre leurs objectifs par la confiance, les normes et par internet. Le capital social est souvent considéré comme manquant dans le développement; comme les réseaux sociaux qui facilitent l'accès aux ressources, et qui servent à protéger les biens communs, tandis que la coopération rend les marchés plus efficients. D'après les économistes, le rôle des femmes dans la famille et la communauté fait qu'elles ont des réseaux solides et sont importantes pour le capital social. L'approche ne doit pas ignorer le cas des femmes travaillant mais non rémunérées dans le cadre familial, essentiel à la survie et au développement. Cependant, la recherche analysant le capital social dans une perspective de genre est encore rare, et les exceptions notables sont très critiques,.

### Suicide
Les différences de genre dans le suicide se sont révélés être importants; il y a des taux très asymétriques de tentative de suicide entre les hommes et les femmes. L'écart peut varier considérablement entre les différents pays. Les statistiques indiquent que les hommes se suicident en plus grand nombre que ne le font les femmes, 70 % des suicides sont commis par des hommes. Mais les tentatives de suicide sont 3 fois plus fréquentes chez les femmes que chez les hommes. Ce paradoxe serait explicable par les méthodes employées, les femmes choisissant le plus souvent un surdosage de médicaments, et les hommes ayant recours à des armes telles que des armes à feu ou des couteaux. Pour un parallèle historique, cela peut rappeler le rituel Japonais du Hara-kiri qui était un suicide pour sauver son honneur.

### Prise de risque financier
Les différences entre les genres dans la prise de décision financière sont pertinents et significatifs[réf. nécessaire]. L'article du Wall Street Journal datant du 3 mai 2015 par Georgette Jasen rapporté que « en ce qui concerne l'investissement, les hommes ont parfois leur façon de faire les choses, et les femmes ont des façons différentes ». La recherche scientifique a ainsi documenté des différences systématiques de choix dans les décisions financières telles que l'épargne par rapport à l'assurance, les dépenses dans les magasins, et les hypothèques sur les biens immobiliers. La majorité de ces études sont basées sur la théorie développée par David Bakan en 1966 ; selon lui, les hommes misent plus sur le risque, et les femmes moins. Par exemple, la recherche de He, Inman et Mittal (2008) étudie les modes de pari dans le jeu télévisé Jeopardy, et a confirmé cette approche par des expériences supplémentaires.

### Vidéographie
- [vidéo] AFIS - Association Française pour l'Information Scientifique, « Les différences cognitives entre les sexes : lesquelles ? pourquoi ? comment ? », sur YouTube, 20 juin 2025.